# Club Atlético Racing
Il Club Atlético Racing (di solito denominato Racing de Córdoba) è una squadra di calcio della città argentina di Córdoba. La squadra gioca nel Torneo Argentino A, terza divisione del calcio argentino. Disputa le sue partite interne presso lo stadio Miguel Sancho.
Il club è stato fondato il giorno 14 dicembre del 1924. I colori sociali sono il celeste e il bianco.
La migliore stagione nella storia del club è stata quella del 1980 quando concluse il campionato nazionale di Prima Divisione in 2ª posizione, venendo sconfitto dal Rosario Central nella doppia finale.

## Palmarès

### Competizioni nazionali
- Vicecampione della Primera División: 1980
- Torneo Argentino B (1): 1997-1998.
- Torneo Argentino A (3): 1998-1999, Apertura 2002, Apertura 2003

- Torneo Federal B: 1

2017
- Torneo Federal A: 1

2022

### Trofei non ufficiali
- Copa Córdoba ´81 (1981)
- Copa intercontinental Presidente (Seul, Corea, 1981)
- Copa Desafío Córdoba (2008)
- Copa Sesentenario (2008)

## Rivalità
Il principale rivale del Racing è l'Instituto di Córdoba.